# 患鬼
患鬼，是《搜神记》里记载的妖怪，剧情里姜尚霆将两个患鬼引开，两患鬼被箭射死。另外《神异经·中荒经》: “北方有兽焉，其状如狮子，食人。吹人则病。名曰猻。恒近人村里，入人居室，百姓苦，天帝之北方荒中。”而患病之“患” ，亦为鬼气。传说朱誕侍從的妻子患有鬼病。另外《太平廣記》也有患腰痛而死的鬼。